# Assadullah Sarwari
Assadullah Sarwari (1941) is een Afghaans ex-politicus en -diplomaat. 
Sarwari behoorde tot de Khalq-(Massa/Volk)-vleugel van de Democratische Volkspartij van Afghanistan (DVPA). Hij was een piloot-in-opleiding bij Afghaanse luchtmacht. Hij speelde een belangrijke rol tijdens de april-coup van 1978 die de communistische DVPA aan de macht bracht. Sarwari werkte nauw samen met premier Hafizullah Amin, een leidend figuur binnen de Khalq-factie. Op 1 april 1979 werd Sarwari chef van de veiligheids- en inlichtingendienst AGSA (Afghanistan Gattho Satunkai Aidara, d.i. Afghaanse Inlichtingen en Veiligheidsdienst). Sarwari keerde zich nu tegen Amin en raakte betrokken bij een samenzwering tegen de premier. Toen de samenzweerders in september 1979 ontmaskerd werden, vluchtten ze naar de Sovjet-ambassade in Kaboel en werden later heimelijk naar de Sovjet-Unie gevlogen. 
Na de val van Hafizullah Amin in december 1979 en de inval van Sovjet-militairen, keerde Sarwari naar Afghanistan terug en werd vicepresident, vicepremier en minister van Transport in de regering van president Babrak Karmal (27 december 1979). In januari 1980 werd Sarwari tevens lid van het politbureau van de DVPA. 
Het werd spoedig duidelijk dat Sarwari een geduchte concurrent was van president Karmal en dat hij niet veel op had met de Sovjet-interventie. Sarwari stelde zich aan het hoofd van de nationalistische Khalqi's en probeerde zo veel mogelijk invloedrijke Khalqi's aan een belangrijke positie te helpen binnen de regering, om zo de macht van de door de Russen gesteunde Parcham(Vlag)-factie van president Babrak Karmal te ondermijnen. In juni 1980 werd Sarwari echter met behulp van de Sovjet-Unie weggepromoveerd als ambassadeur in Mongolië. Hij bleef dit tot 1986.
Nadat het communistische regime in 1992 in elkaar was geklapt, werd hij gearresteerd en zat hij meer dan dertien jaar in de gevangenis. In 2005 werd hij beschuldigd van massamoord, marteling en willekeurige arrestatie van honderden tegenstanders tijdens zijn leiderschap van de Afghaanse veiligheidsdienst. Sarwari werd in 2006 veroordeeld tot het vuurpeloton maar de doodstraf is nog niet voltrokken.